# 笠縫信号所
笠縫信号所（笠縫信号場）（かさぬいしんごうじょ（かさぬいしんごうじょう））は、かつて埼玉県飯能市に存在した西武鉄道池袋線の信号場である。
元加治駅 - 飯能駅間にあり、同線の複線・単線区間の境目をなした。
なお、当信号場は、元加治駅 - 飯能駅間の複線化に関わる設備のため、ここでは、当信号場廃止後、同区間の完全複線化までの経過も、あわせて述べることとする。

## 概要
池袋線複線化は輸送力増強を目的として、戦後の日本で1946年（昭和21年）から始まった。着工から二十余年を経て池袋駅から入間市駅まで複線化は進んだものの、元加治駅から先の部分では、日本国有鉄道（国鉄）八高線とのアンダークロスや、飯能市街地内での用地確保が未解決の懸案であった。そこで飯能駅までの複線化は保留とし、1969年（昭和44年）に仏子駅から八高線と交差する部分の池袋寄り直前までを複線化し、複線・単線の境目に信号所を設置した。これが初代の笠縫信号所である。信号所名は周囲の大字「笠縫」による。
「昭44.10.14現在 西武鉄道施設略図」では、元加治から1.1 km・飯能から1.5 km、最終的に元加治から1.2 km・飯能から1.5 kmで、初代時代にキロ程の変更が認められる。
入間市駅 - 仏子駅間が複線化され、池袋駅から当信号所まで複線区間が連続するのは、1975年（昭和50年）3月20日である。
しばらくこの状態が続いたが、1988年（昭和63年）9月、八高線のオーバークロス部分がガーダー橋からコンクリートの高架橋に掛け替えられ、池袋線を複線で通す幅が確保されたこと、ある程度まで複線化用地の確保ができたことを理由に、複線区間を0.6 km飯能方に延伸し、笠縫の西・川寺の地内に移設された（元加治から1.8 km・飯能から0.9 km）（二代目）。
このときに設けられた複線と単線を繋ぐ分岐器の位置は、西武鉄道飯能変電所の前南東側で、1998年3月の廃止（後述）へ向けた工事まで、不変であった。
『'91-'92会社要覧』の「平成3年8月現在」の路線図では、元加治から2.0 km・飯能から0.7 kmであり、路線図の上では飯能方にさらに0.2 km移動している。
1998年（平成10年）3月、用地取得の進捗により複線区間が更に延伸され、複線と単線の境界を飯能駅構内（飯能駅場内信号機の内方）とする扱いに変更し、当信号場は廃止された。
1993年頃に「信号所」の呼称は「信号場」に改められたため、廃止時点では「笠縫信号場」であった。
『'98-'99会社要覧』（1998年（平成10年）9月発行）の「平成10年3月末現在」の路線図には、当信号場の記載は無く、65－66頁には「平成9年度に実施した主な工事」として「元加治〜飯能間の複線区間を延伸し、同区間の単線部分は飯能駅構内の一部を残すのみとなりました」の記述がある。具体的には、この時点で、飯能駅下り第一場内信号機と同第二場内信号機の間が単線部分となっており、その距離は350 mであった。
このように、飯能駅構内に単線部分が残存したため、名実ともに池袋駅 - 飯能駅間が複線化（池袋駅 - 飯能駅間が完全複線化）されるのは、2001年（平成13年）12月である。
最新版（2022年現在）の『会社要覧2022』の「年譜」では、「2001.12.6 笠縫〜飯能間複線運転開始」とあり、飯能駅構内の単線部分の両端を「笠縫」「飯能」と表記している。
なお、二代目の信号所跡付近から東飯能駅への短絡線を建設する計画があり用地も確保されているが、工事は無期限で休止されており、着工の目途は立っていない。

## 年表
- 1969年（昭和44年）10月2日：仏子駅から西の区間を複線化する際、その暫定的な終点として開業（初代）。（元加治から1.1 km 飯能から1.5 km[2]、最終的に元加治から1.2 km 飯能から1.5 km）
- 1988年（昭和63年）9月：複線化工事の進捗により0.6 km飯能方に移設（二代目）。（元加治から1.8 km 飯能から0.9 km）
- 1990年（平成2年） - 1991年（平成3年）頃：キロ程変更、0.2 km飯能寄りに。（元加治から2.0 km 飯能から0.7 km）
- 1993年（平成5年）頃：「信号所」から「信号場」に名称変更。
- 1998年（平成10年）3月[1]：複線化工事の進捗により、飯能駅に統合される形で廃止。名目上、池袋駅 - 飯能駅間複線化（飯能駅構内に単線部分残存）。
- 2001年（平成13年）12月6日：飯能駅構内の単線部分が解消され、池袋駅 - 飯能駅間の完全複線化が完了。

## 廃止後の状況
初代・二代目ともにそのまま複線化用地に転用されたため、廃止後は痕跡が残っていない。

## 隣の駅
西武鉄道
池袋線
元加治駅 - （笠縫信号所） - 飯能駅